# Quercus floribunda
Quercus floribunda är en bokväxtart som beskrevs av John Lindley och Aimée Antoinette Camus. Quercus floribunda ingår i släktet ekar, och familjen bokväxter. Inga underarter finns listade.